# Promocja zdrowia
Promocja zdrowia – działania umożliwiające poszczególnym osobom i społeczności zwiększenie kontroli nad czynnikami warunkującymi stan zdrowia i przez to jego poprawę, promowanie zdrowego stylu życia oraz środowiskowych i indywidualnych czynników sprzyjających zdrowiu.
Pojęcia promocja zdrowia po raz pierwszy użył Henry Siegerist w roku 1945 umieszczając promocję zdrowia jako jeden z głównych czterech filarów medycyny obok zapobiegania chorobom, leczenia chorób i rehabilitacji. Utożsamiał wówczas promocję zdrowia z szeregiem działań prowadzących do zapewnienia odpowiednich warunków życia, pracy, kształcenia, kultury fizycznej oraz wypoczynku i rekreacji.
Promocja zdrowia wyłoniła się jako ruch społeczny w drugiej połowie XX w. zawdzięczając swój naukowy początek odkryciom epidemiologicznym, które wyłoniły indywidualne zachowania ludzi jako główny czynnik determinujący zdrowie jednostek. Wskutek badań takich jak Framingham Heart Study czy Alameda Study stopniowo zmieniano sposób rozumienia zjawisk zdrowotnych z tradycyjnego paradygmatu biomedycznego do podejścia holistycznego, uwzględniającego biopsychospołeczny kontekst uwarunkowań zdrowia ludzi. Poszukiwaniu nowych sposobów oddziaływania na zdrowie w skali globalnej w końcu lat 70. XX w. przyświecał także fakt pogarszania się standardów zdrowotnych na świecie, mimo 30-letniej działalności Światowej Organizacji Zdrowia.
W 1973 roku Blum i Lalonde stworzyli modele holistycznego determinantu zdrowia, a rok później opublikowano raport A New Perspective on the Health of Canadians, a working document opracowany przez piastującego wówczas funkcję ministra zdrowia Kanady Marca Lalonde’a. Dokument ten wprowadzał koncepcję pól zdrowia, stanowiących cztery nadrzędne kategorie determinant zdrowia, pośród których największe znaczenie dla kształtowania zdrowia ma
- styl życia ludzi (55%)
- środowisko życia (20%)
- czynniki biologiczno-dziedziczne (15%)
- organizacja opieki zdrowotnej (10%).

Przełomem było oszacowanie stopnia wpływu poszczególnych czynników, a także uznanie – zgodnie z koncepcją holistyczną – znaczącego udziału czynników związanych z uwarunkowaniami psychospołecznymi, w tym dostępnością do opieki zdrowotnej zorientowanej na promowanie zdrowia. W dokumencie tym zawarto tezy o konieczności nawiązania współpracy wielosektorowej na rzecz zdrowia populacji wraz z uruchomieniem szerokiego wsparcia finansowego i administracyjnego w celu wzmacniania potencjału zdrowotnego społeczeństw. Teza ta została później przyjęta przez Deklarację z Ałma Aty w roku 1978, wyraźnie wskazującą odpowiedzialność finansową, logistyczną i organizacyjną rządów państw za przeprowadzenie koniecznych przemian na rzecz zdrowia obywateli.
W 1984 roku Biuro Regionu Europejskiego WHO wydało dokument zatytułowany Promocja Zdrowia, w którym zaproponowano koncepcję systemowych działań w ramach polityki promocji zdrowia. Uznano bowiem, że zdrowie jako wartość jednostek, zasób społeczności lokalnych i państwa, musi stanowić obszar aktywnych działań ze strony państwa poprzez inwestowanie w warunki życia. W dokumencie tym przyjęto koncepcję społeczno-ekologicznych uwarunkowań zdrowia (rozwiniętą później w dokumencie Hancocka), a także zwrócono uwagę na konieczność kształtowania nowego wielosektorowego podejścia do realizacji polityki zdrowia publicznego, której celem powinna stać się obrona środowisk wspierających zdrowie, umożliwienie społecznościom lokalnym i jednostkom uzyskanie pełnego potencjału zdrowotnego oraz mediacja w środowisku zróżnicowanych interesów na rzecz zdrowia.
Za akt instytucjonalizacji promocji zdrowia uznaje się Kartę Ottawską (Ottawa Charter) uchwaloną w 1986 roku, definiującą promocję zdrowia jako „proces umożliwiający ludziom kontrolę nad własnym zdrowiem oraz jego poprawę przez podejmowanie wyborów i decyzji sprzyjających zdrowiu, kształtowanie potrzeb i kompetencji do rozwiązywania problemów zdrowotnych oraz zwiększanie potencjału zdrowia”.
Karta Ottawska wyróżnia pięć kierunków działań, których podjęcie uznaje się za konieczne dla stworzenia efektywnej strategii promocji zdrowia. Są to:
1. określenie zdrowotnej polityki społecznej w państwie (m.in. poprzez ustalenie i sukcesywną realizację programów prozdrowotnej polityki społecznej, przy zapewnieniu realnych źródeł finansowania); tworzenie polityki Zdrowia Publicznego
2. tworzenie środowisk wspierających zdrowie (osiągane poprzez rozwijanie wiedzy i umiejętności działań na rzecz zdrowia, angażowanie członków społeczeństwa poprzez sieć struktur społeczności lokalnych do aktywnego uczestnictwa w sprawach dotyczących zdrowia);
3. wzmacnianie działań społecznych;
4. rozwijanie umiejętności osobniczych (indywidualnych)
5. reorientacja świadczeń zdrowotnych (odejście od modeli ekonomiki szpitalnej w kierunku holistycznego ujmowania korzyści zdrowotnych, ekonomicznych i rozwojowych całego kraju).

W praktyce zadania promocji zdrowia realizowane są poprzez jej podstawowe składowe: edukację zdrowotną i prozdrowotną politykę publiczną.

## Literatura
- Naidoo J., Wills J.: Health promotion: foundations for practice, Bailliere Tindall, London 2004
- Karski J. (red.): Promocja zdrowia, Ignis, Warszawa 1999
- Wojtczak A.: Zdrowie publiczne wyzwaniem dla systemów zdrowia XXI wieku, Warszawa, PZWL, 2009
- WHO: Milestones in Health Promotion. Statements from Global Conferences, WHO, Geneva 2009
- Lalonde M.: A New Perspective on the Canadians. W Working Document, Minister of National Health and Welfare, Ontario 1974